# Дубровачко Примор'є
42°47′ пн. ш. 17°53′ сх. д. / 42.78° пн. ш. 17.89° сх. д.
Дубровачко Примор'є (хорв. Dubrovačko primorje) – громада в Дубровницько-Неретванській жупанії Хорватії.

## Населення
Населення громади за даними перепису 2011 року становило 2 170 осіб. 
Динаміка чисельності населення громади:

## Населені пункти
До громади Дубровачко Примор'є входять:
- Баничі
- Чепикуче
- Долий
- Імотиця
- Кручиця
- Лисаць
- Майкові
- Мравниця
- Ошлє
- Подгора
- Подимоч
- Слано
- Смоковляни
- Ступа
- Щедриця
- Точоник
- Тополо
- Трнова
- Трновиця
- Височани